# Anja Klawun
Anja Klawun (* 1975 in Stuttgart) ist eine deutsche Schauspielerin.

## Karriere
Während ihrer 1997 in München abgeschlossenen Schauspielausbildung war Klawun von 1994 bis 1997 beim Studio Gmelin unter Vertrag. 1997 hatte sie in München ein Engagement am Münchner Theater für Kinder und Fernsehgastrollen, darunter allein drei Auftritte in den nachgestellten Kriminalfällen der Reihe Aktenzeichen XY … ungelöst. 2001 spielte sie in dem Kurzfilm David Kloterjahn von Thomas Luft. Es folgten die von Thomas Luft inszenierten Stücke Barfuss im Park von Neil Simon und das Sams von Paul Maar, sowie das Theatersolo Tränen der Heimat von Lutz Hübner, ebenfalls in der Regie von Thomas Luft. 2006 spielt sie die Thea Elvsted in Hedda Gabler von Henrik Ibsen in einer Inszenierung von Thomas Luft.
In Karin Kösters Dokumentarfilm Einmal Jenseits und zurück spielte sie eine Hauptrolle. Heiner Lauterbach gab ihr 2005 als Marina eine Hauptrolle in der ProSieben-Komödie Andersrum. Mit Thomas Luft gründete sie 2003 die Plattform Theaterlust, für die sie in Lutz Hübners Gretchen 89 ff alle weiblichen Rollen spielte. Ebenfalls 2006 spielt sie in dem Kinospielfilm Shoppen unter der Regie von Ralf Westhoff eine der 18 Hauptrollen.
An Theaterrollen folgten 2007 die Marie aus Goethes Clavigo, ebenfalls unter der Regie von Thomas Luft, sowie die Alison in Blick zurück im Zorn von John Osborne. 2009 spielte sie in der britischen Komödie Gatte gegrillt die Laura als laszive Geliebte sowie alle großen Schillerfrauen in Schiller: ganz oder gar nicht!
In den 2010er und 2020er Jahren verkörperte sie in Theaterhauptrollen unter Thomas Luft große Frauenfiguren wie die Molly Sweeney von Brian Friel, Die Päpstin in einer Theaterproduktion nach Donna Woolfolk Cross, die Katharina von Bora im Schauspiel Martinus Luther von John von Düffel (2017 von Thomas Luft in Kevelaer uraufgeführt), Die Wanderhure in einem Schauspiel von Gerold Theobalt nach dem gleichnamigen Roman von Iny Lorentz und vor allem Hildegard von Bingen in dem Stück Hildegard von Bingen – die Visionärin von Susanne Felicitas Wolf (2019). Im Herbst 2021 spielte sie die Titelfigur in dem ebenfalls von Wolf verfassten biografischen Schauspiel über Marie Curie.
Anja Klawun lebt in München.

## Filmografie (Auswahl)
- 2000: Einmal Jenseits und zurück
- 2001: Aktenzeichen XY … ungelöst
- 2001: David Kloterjahn
- 2002: Aktenzeichen XY … ungelöst
- 2003: Luis und Jeanette
- 2004: Marienhof
- 2005: Andersrum
- 2005: Aktenzeichen XY … ungelöst
- 2006: Shoppen
- 2007: Ist die Ehe am Ende?
- 2008: Ein riskantes Spiel
- 2008: Sturm der Liebe
- 2008, 2016: Inga Lindström – Rasmus und Johanna, Gretas Hochzeit
- 2009: Die Rosenheim-Cops – Der letzte Einsatz
- 2009: SOKO 5113 – Wer hat Angst vorm schwarzen Mann
- 2009: Der Yalu fließt
- 2009: Polizeiruf 110 – Klick gemacht
- 2010: Tiere bis unters Dach – Hundeherz
- 2010: Bis aufs Blut – Brüder auf Bewährung
- 2011: Die Rosenheim-Cops – Ein Testament kommt selten allein
- 2012: Ein vorbildliches Ehepaar
- 2012: Obendrüber, da schneit es
- 2013: Alles Chefsache! (als Natalie Hansen)
- 2016: Was im Leben zählt
- 2018: SOKO Köln – Tod des Feminismus
- 2020: Frühling – Genieße jeden Augenblick
- 2021: Frühling – Mit Regenschirmen fliegen
- 2022: In aller Freundschaft – Die Gewissheit von gestern